# Charaxes castoris
Charaxes castoris är en fjärilsart som beskrevs av Jacob Hübner 1818. Charaxes castoris ingår i släktet Charaxes och familjen praktfjärilar. Inga underarter finns listade i Catalogue of Life.